# Corey Haim
Corey Ian Haim (Toronto, 23 dicembre 1971 – Burbank, 10 marzo 2010) è stato un attore canadese.
Divenuto una delle giovani star più popolari degli anni ottanta per aver partecipato a varie commedie per ragazzi di successo, e per le numerose collaborazioni con l'amico e coetaneo Corey Feldman, la sua carriera subisce una brusca interruzione a causa della sua tossicodipendenza, iniziata sul set di Ragazzi perduti (1987). Con il passare del tempo essa gli preclude altri ruoli di rilievo, costringendolo a partire dal 1992 a recitare soltanto in film per la televisione o direct-to-video e nel 1996 a dichiarare bancarotta.
L'allontanamento dal mondo del cinema e la precaria situazione sia sul piano economico che su quello personale comportano in lui una grave crisi depressiva, e i tentativi di superarla lo conducono a un'altrettanto seria dipendenza da psicofarmaci; gli ultimi anni vedono comunque realizzarsi il suo desiderio di tornare a recitare, seppur quasi esclusivamente in pellicole di basso profilo. Haim muore a trentotto anni in seguito ad un edema polmonare, sopraggiunto come conseguenza delle sue dipendenze.

## Biografia

### L'esordio e il successo
Corey Haim nasce a Toronto il 23 dicembre 1971; figlio di un rappresentante e di un'impiegata di origini israeliane, trascorre i primi anni a Montréal per poi trasferirsi in un sobborgo di Toronto con la sorella maggiore Carol e i genitori, che tuttavia divorziano nel 1982. Per aiutarlo a superare il suo carattere timido e introverso, la madre iscrive Haim a un corso di improvvisazione teatrale; il giovane non è tuttavia particolarmente interessato alla recitazione, e preferisce dedicarsi all'hockey su ghiaccio e alla musica. L'ingresso nel mondo del cinema avviene infatti casualmente, essendo stato notato mentre accompagnava sua sorella Carol ad alcune audizioni.
Haim comincia a recitare nel 1984 come comprimario nella serie televisiva I gemelli Edison; risale allo stesso anno la sua prima partecipazione in ambito cinematografico, Firstborn di Michael Apted, in cui ha il ruolo del figlio dei due protagonisti. Dopo aver preso parte nel 1985 alle commedie L'ammiratore segreto e L'amore di Murphy, fa il suo esordio come protagonista interpretando Marty Coslaw nel thriller Unico indizio la luna piena, basato sul romanzo omonimo di Stephen King. Dopo aver vinto il suo primo Young Artist Award per Senza domani, acquisisce popolarità partecipando a Lucas: il film si rivela un successo al botteghino, e terminate le riprese Haim decide di trasferirsi a Los Angeles per proseguire la propria carriera da attore.
Risale al 1987 la partecipazione di Haim a Ragazzi perduti: sul set della pellicola conosce Corey Feldman, con cui instaura una grande amicizia e un duraturo sodalizio artistico. Oltre a partecipare spesso alle medesime audizioni, i due sono insieme protagonisti della pellicola per la quale vince il suo secondo Young Artist Award, ossia License to Drive - Licenza di guida (1988), ma anche di Un piccolo sogno (1989), Blown Away - Spazzato via (1992), Suba School - Che coraggio ragazzi! (1994), Prendi gli occhiali e scappa (1995) e infine della serie televisiva The Two Coreys (2007-2008). Ribattezzati nel frattempo dalla stampa "i due Corey", Haim e Feldman sono tra le giovani star più pagate degli anni ottanta. Sempre sul set di Ragazzi perduti accade però l'incontro di Haim con le sostanze stupefacenti, in primis marijuana e successivamente crack: in un anno Haim era divenuto tossicodipendente, e di conseguenza costretto a frequentare alcuni centri di riabilitazione.

### Le conseguenze della dipendenza
Nel 1990 Haim ottiene il ruolo di protagonista nel thriller fantascientifico La banda dei Rollerboys con Patricia Arquette, mentre l'anno seguente recita nella commedia d'azione Fast Getaway - In fuga con papà (1991), affiancando Leo Rossi e Cynthia Rothrock. Tra il 1992 e il 1993, insieme alla fidanzata Nicole Eggert – i due in seguito si lasceranno per i problemi di droga del ragazzo, ormai controllato sul set da alcuni medici per evitare che assumesse sostanze – è protagonista del thriller erotico Blown Away - Spazzato via, del film d'avventura Game Over - Scacco alla regina e infine della commedia degli equivoci Il ragazzo pon pon, incentrato sulla storia del giovane Chris che si traveste da ragazza per sfuggire dalle grinfie di un bullo.
Nel febbraio del 1993 Haim subisce un arresto per avere minacciato con un'arma da fuoco durante una discussione il suo manager Michael Bass, che si era occupato per suo conto di alcuni investimenti di carattere immobiliare; nello stesso anno doppia Eddie, il protagonista del videogioco Double Switch, e stringe accordi con la casa discografica tedesca Edel per registrare un album, ma la trattativa non va in porto: verranno comunque pubblicate a distanza di un anno due canzoni la cui lavorazione era già conclusa, You Give Me Everything e Do You Like It Like That. Nei due anni successivi Haim accetta di girare Ancora in fuga con papà (1994) e Prendi gli occhiali e scappa (1995), seguiti di due sue pellicole che avevano ricevuto un discreto successo, e infine la commedia romantica Zero in amore. Partecipa inoltre all'audizione per il ruolo di Robin in Batman Forever di Joel Schumacher, ma non lo ottiene: nella pellicola il giovane interpreta così soltanto un motociclista in un brevissimo cameo non accreditato.
I continui problemi di droga di Haim, l'uso di sostanze anche durante le riprese e la sua conseguente e sempre maggiore inaffidabilità già da alcuni anni gli avevano precluso vari progetti importanti, tanto che dal 1992 recitava soltanto in film per la televisione o in prodotti direct-to-video: al termine del 1996 è costretto a dichiarare bancarotta e a vendere i suoi oggetti di valore per ripagare i propri debiti, e anche le offerte per film di serie B che aveva ricevuto negli ultimi anni vengono meno. Nel 1999 prova a rientrare nel mondo del cinema partecipando a Without Malice, pellicola con Jennifer Beals e Craig Sheffer che però non ottiene il successo sperato.

### Gli ultimi anni

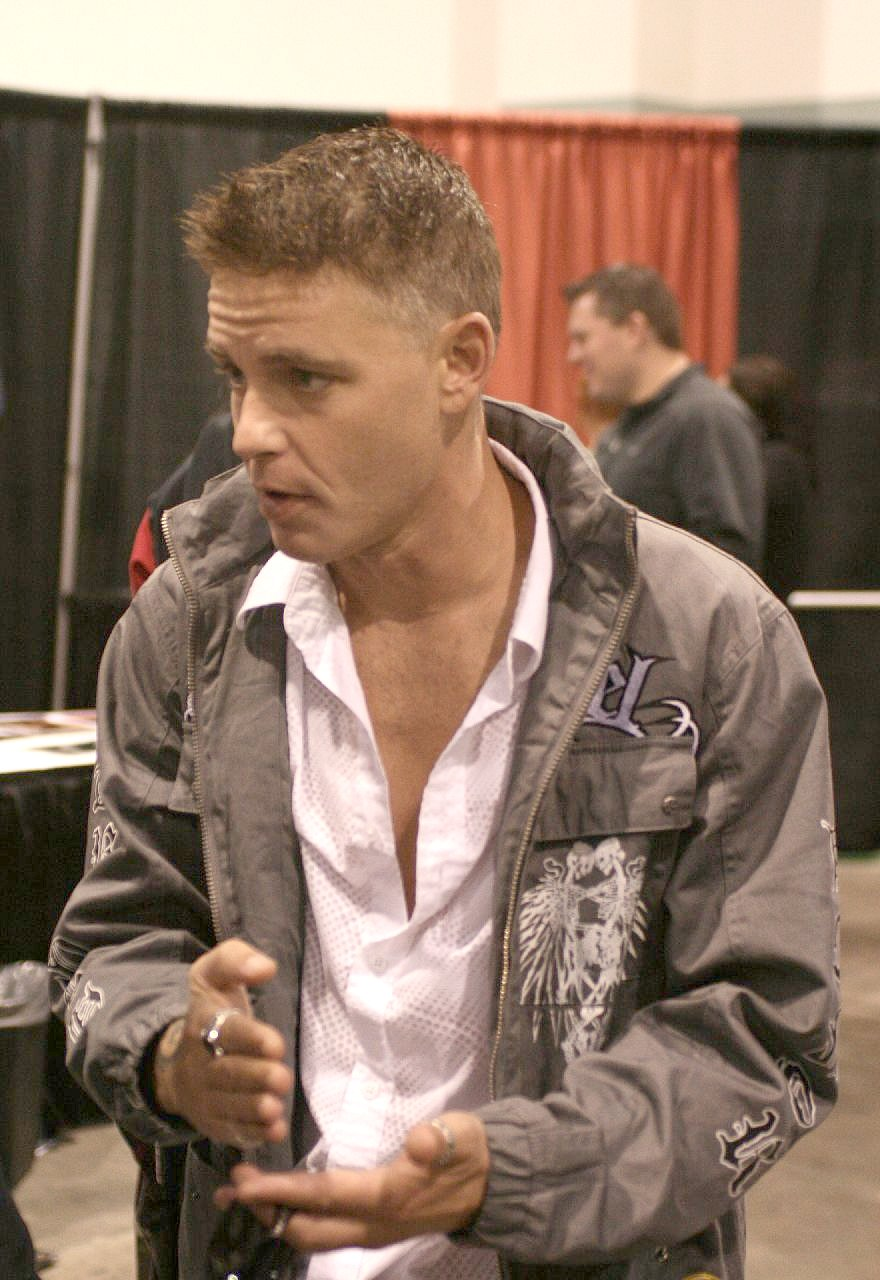
Corey Haim nel 2008

Nei primi anni duemila il distacco dal mondo dello spettacolo prosegue: come ricorda lo stesso Haim in un'intervista al The Sun del 2004, tentando di contrastare l'assunzione di droghe era tuttavia finito sotto dipendenza di psicofarmaci e tranquillanti. Costretto a vivere in un piccolo appartamento di Santa Monica con la madre, per oltre tre anni non era in pratica neanche più uscito di casa a causa di una grave crisi depressiva; era inoltre raddoppiato di peso, sfiorando i 140 chili, e arrivando a tentare varie volte il suicidio. La triste situazione di Haim è anche il soggetto di una canzone del gruppo irlandese The Thrills, intitolata Whatever Happened to Corey Haim?. Nel 2004 le sue condizioni fisiche e psicologiche migliorano parzialmente, tanto da decidere di trasferirsi – sempre insieme alla madre – a Toronto. Insieme all'amico Corey Feldman partecipa come protagonista nel 2006 alla serie televisiva The Two Coreys, ma una nuova ricaduta di Haim nella dipendenza da droghe – da cui sembrava essersi allontanato – obbligano la produzione a postporre le riprese della seconda stagione, che verrà infine trasmessa nel 2008.
Sempre nel 2008 viene girato Lost Boys: The Tribe, seguito direct-to-video di uno dei suoi maggiori successi, Ragazzi perduti; al contrario di Feldman, Haim non ottiene un ruolo da protagonista, bensì appare soltanto in una breve scena posta dopo i titoli di coda. Pur dovendo convivere con la propria tossicodipendenza, Haim torna a recitare con maggiore frequenza, anche se principalmente in prodotti di basso profilo; un'eccezione è data da Crank: High Voltage del 2009, dove – pur avendo il ruolo secondario di Randy, il fidanzato della protagonista – lavora accanto a Jason Statham e Amy Smart. Corey Haim muore il 10 marzo 2010 a Burbank, all'età di trentotto anni, e viene sepolto nel cimitero ebraico di Pardes Shalom, situato nella città canadese di Vaughan; la causa del decesso è un edema polmonare, provocato con il passare del tempo dall'utilizzo di droghe e dall'abuso di calmanti e antidepressivi.

## Filmografia

### Cinema
- Firstborn, regia di Michael Apted (1984)
- Senza domani (A Time to Live), regia di Rick Wallace (1985)
- L'ammiratore segreto (Secret Admirer), regia di David Greenwalt (1985)
- Unico indizio la luna piena (Silver Bullet), regia di Dan Attias (1985)
- L'amore di Murphy (Murphy's Romance), regia di Martin Ritt (1985)
- Lucas, regia di David Seltzer (1986)
- Ragazzi perduti (The Lost Boys), regia di Joel Schumacher (1987)
- License to Drive - Licenza di guida (License to Drive), regia di Greg Beeman (1988)
- Alterazione genetica (Watchers), regia di Jon Hess (1988)
- Un piccolo sogno (Dream a Little Dream), regia di Marc Rocco (1989)
- La banda dei Rollerboys (Prayer of the Rollerboys), regia di Rick King (1990)
- In Porsche con il morto (Dream Machine), regia di Lyman Dayton (1990)
- Fast Getaway - In fuga con papà (Fast Gateway), regia di Spiro Razatos (1991)
- Blown Away - Spazzato via (Blown Away), regia di Brenton Spencer (1992)
- Game Over - Scacco alla regina (The Double 0 Kid), regia di Dee McLachlan (1992)
- Oh, What a Night, regia di Eric Till (1992)
- Il ragazzo pon pon (Anything for Love), regia di Michael Keusch (1993)
- Scuba School - Che coraggio ragazzi! (National Lampoon's Last Resort), regia di Rafal Zielinski (1994)
- Ancora in fuga con papà (Fast Getaway 2), regia di Oley Sassone (1994)
- Prendi gli occhiali e scappa (Dream a Little Dream 2) regia di James Lemmo (1995)
- Zero in amore (Life 101), regia di Redge Mahaffey (1995)
- Il lago della paura (Fever Lake), regia di Ralph E. Portillo (1996)
- Shooter on the Side, regia di Richard Styles (1996)
- Attacco al college, regia di Jim Wynorski (1996)
- Quattro irresistibili brontoloni (Never Too Late), regia di Giles Walker (1996)
- Snowboard Academy, regia di John Shepphird (1997)
- Demolition University, regia di Kevin Tenney (1997)
- Merlin: The Quest Begins, regia di David Winning (1998)
- Without Malice, regia di Rob W. King (2000)
- The Backlot Murders, regia di David DeFalco (2002)
- Universal Groove, regia di Francois Garcia (2007)
- Lost Boys: The Tribe, regia di P. J. Pesce (2008)
- Crank: High Voltage, regia di Mark Neveldine e Brian Taylor (2009)
- Shark City, regia di Dan Eisen (2009)
- New Terminal Hotel, regia di BC Furtney (2009)
- American Sunset, regia di Michael Masucci (2010)
- Decisions, regia di Jensen LeFlore (2010)

### Televisione
- I gemelli Edison (The Edison Twins) – serie TV, 24 episodi (1984-1985)
- Roomies – serie TV, 8 episodi (1987)
- PSI Factor - serie TV,  episodio 2x22 (1998)
- Un lupo mannaro americano a scuola (Big Wolf on Campus) – episodio 2x11 (2000)
- The Two Coreys – serie TV, 19 episodi (2007-2008)

## Doppiatori italiani
Nelle versioni in italiano dei suoi film, Corey Haim è stato doppiato da:
- Nanni Baldini in Lucas, In Porsche con il morto, Game Over - Scacco alla regina, Prendi gli occhiali e scappa, Zero in amore, Attacco al college, Quattro irresistibili brontoloni, Demolition University
- Massimiliano Alto ne L'ammiratore segreto, Il ragazzo pon pon
- Riccardo Rossi in Fast Getaway - In fuga con papà, Ancora in fuga con papà
- Alessandro Tiberi in Senza domani
- Francesco Pezzulli in Unico indizio la luna piena
- Fabrizio Manfredi in Ragazzi perduti
- Davide Lepore in License to Drive - Licenza di guida
- Giorgio Milana in Alterazione genetica
- Rory Manfredi in Un piccolo sogno
- Francesco Bulckaen in Blown Away - Spazzato via
- Federico Fallini ne Il lago della paura
- Gabriele Lopez in Crank: High Voltage